# Józef Unrug
Józef Michał Hubert Unrug właśc. Joseph Michael Hubert von Unruh (ur. 7 października 1884 w Brandenburg an der Havel, zm. 28 lutego 1973 w Lailly-en-Val) – niemiecko-polski oficer marynarki niemieckiej, następnie polskiej, pochodzący z rodu Unruh / Unrugów herbu własnego. Służył najpierw jako oficer w Kaiserliche Marine, gdzie podczas I wojny światowej był dowódcą okrętów podwodnych oraz flotylli podwodnej. Po wstąpieniu do odrodzonej polskiej Marynarki Wojennej, był pokładowym oficerem okrętów podwodnych. Od 1925 do 1939 był dowódcą Floty, a w czasie kampanii wrześniowej dowodził Obroną Wybrzeża. Zabrany do niemieckiej niewoli, po wyzwoleniu, pod koniec II wojny światowej, zajmował stanowisko I zastępcy szefa Kierownictwa Marynarki Wojennej wcielonej pod dowództwo Admiralicji brytyjskiej. 21 września 2018 mianowany pośmiertnie na stopień admirała floty.

## Życiorys

### Młodość
Urodził się 7 października 1884 w Brandenburgu pod Berlinem (wówczas jako Joseph von Unruh). Był synem generała majora gwardii pruskiej Tadeusza Gustawa i saksońskiej hrabianki Izydory von Bunau. Do gimnazjum uczęszczał w Dreźnie. Ojciec, po przejściu w stan spoczynku, nabył majątek Sielec k. Żnina, gdzie mieszkał aż do śmierci w 1907 r. Jego przodkowie z rodu Unrugów mieszkali w Wielkopolsce od XVI wieku, gdy protoplasta polskiej gałęzi rodu, Christoph von Unruh (1550–1622) nabył majątek i zamek w Międzychodzie.
Od 1 kwietnia 1904 do 27 września 1907 przeszedł szkolenie oficerskie w Marineakademie Kiel, po którym otrzymał stopień podporucznika (Leutnant zur See). Później pływał na pokładach niemieckich okrętów: „Stosch” i „Mars”. Ukończył także kursy minowo-torpedowe oraz podwodnego pływania. Po promocji oficerskiej służył na krążownikach „München” i „Niobe” oraz pancerniku „Braunschweig”. Od 21 czerwca 1911 do 25 sierpnia 1913 służył jako oficer inspekcyjny w Szkole Marynarskiej (Marineschule) Mürwik we Flensburgu, po roku został dodatkowo adiutantem komendanta szkoły. Od 1913 pływał na pancerniku „Friedrich der Große”, początkowo jako oficer wachtowy, następnie jako dowódca baterii dział. W latach 1915–1919 pełnił służbę na okrętach podwodnych. Był drugim oficerem i dowódcą okrętów podwodnych UB-25, UC-11 i UC-28, potem komendantem szkoły okrętów podwodnych oraz dowódcą flotylli okrętów podwodnych.

### W II RP

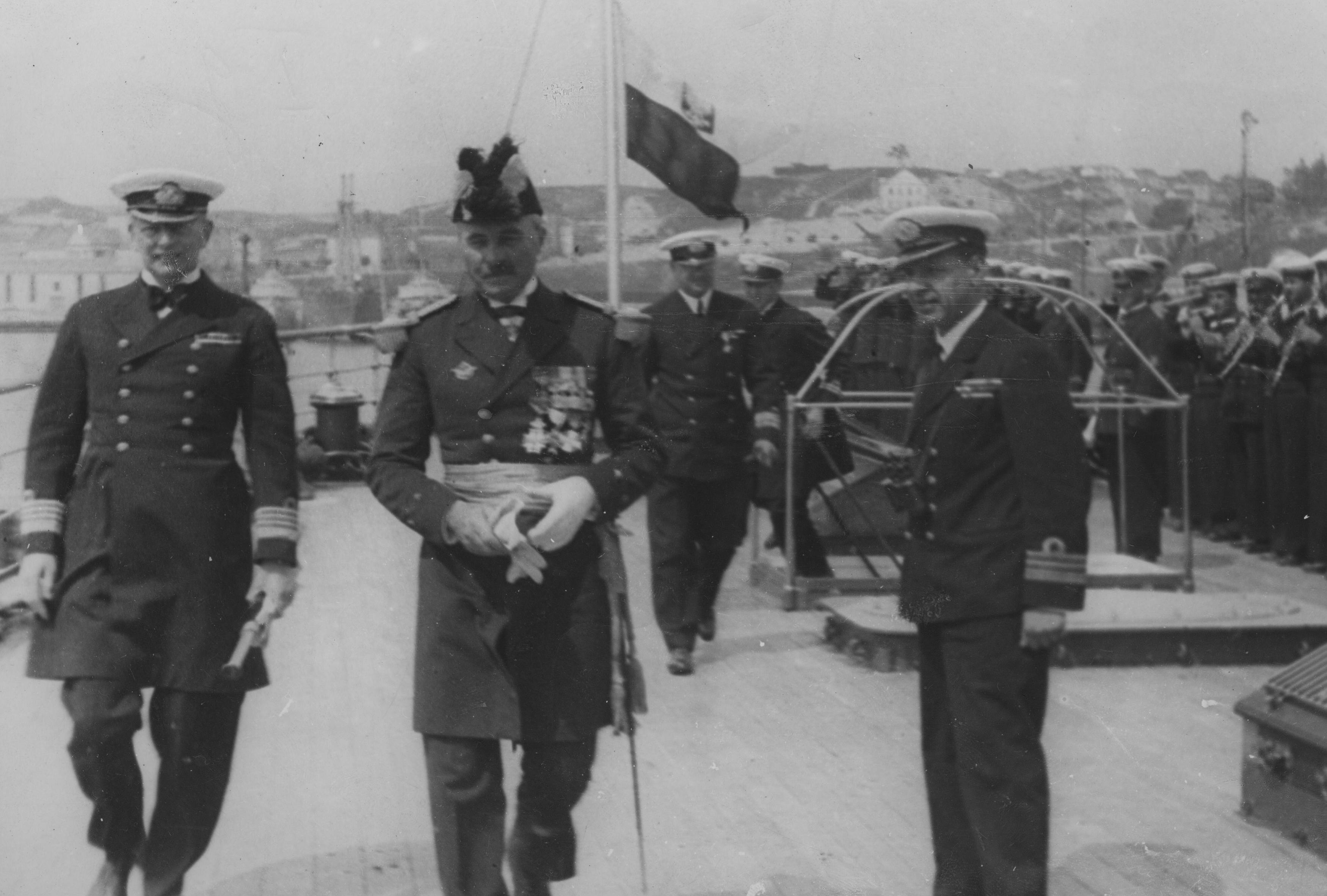
od lewej: kmdr Józef Unrug, adm. Jean de Laborde i kmdr dypl. Eugeniusz Solski na pokładzie ORP „Bałtyk” w czerwcu 1931

Po odzyskaniu niepodległości Polski przeniósł się do niej w 1919 i zgłosił się do Wojska Polskiego. Zweryfikowany jako kapitan marynarki, przydzielony został na kierownika Wydziału Operacyjnego w Sekcji Organizacyjnej Departamentu dla Spraw Morskich w Warszawie. W 1920 został pierwszym kierownikiem Urzędu Hydrograficznego w Gdańsku. Kupił w Hamburgu na własne nazwisko pierwszy polski okręt – ORP „Pomorzanin”. W latach 1920–1922 pełnił obowiązki szefa Sztabu Dowództwa Wybrzeża Morskiego. 28 kwietnia 1921 roku poślubił Zofię Unrug, daleką kuzynkę pochodzącą z tego samego rodu. W listopadzie 1922 roku został zatwierdzony na stanowisko szefa sztabu Dowództwa Floty. W dniu 1 lipca 1924 został przeniesiony w stan nieczynny na okres jednego roku z prawem do uposażenia. W 1925 prezydent RP Stanisław Wojciechowski przywrócił go do służby czynnej i powierzył stanowisko dowódcy Floty w Gdyni.
21 grudnia 1932 prezydent RP Ignacy Mościcki nadał mu stopień kontradmirała ze starszeństwem z dniem 1 stycznia 1933 w korpusie oficerów Marynarki Wojennej.

### II wojna światowa i niewola
21 sierpnia 1939 przeniósł Dowództwo Floty na Hel. Po ogłoszeniu mobilizacji 24 sierpnia został dowódcą Obrony Wybrzeża, bezpośrednio podległym Naczelnemu Wodzowi marszałkowi Polski Edwardowi Śmigłemu-Rydzowi. Pomimo iż od pierwszych chwil II wojny światowej dowodzone przez niego wybrzeże zostało odcięte od pozostałej części kraju, poddało się jako jeden z ostatnich punktów oporu. 1 października, w związku z zepchnięciem resztek odciętych sił na Półwysep Helski i brakiem sensu dalszej obrony, podjął decyzję o kapitulacji. Kontradmirał Unrug wraz z pozostałymi marynarzami i żołnierzami zostali wzięci do niewoli niemieckiej. Przebywał w oflagach, X B Nienburg, VIII B Silberberg, XVII C Spittal, II C Woldenberg, VII B Sandbostel, IV C Colditz, X C Lubeka, a od 1941 w VII A Murnau. Uwolniony został w 1945.

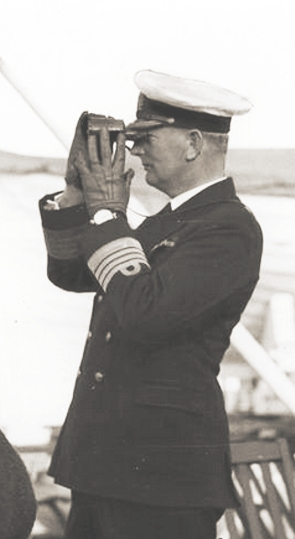
Józef Unrug na morzu

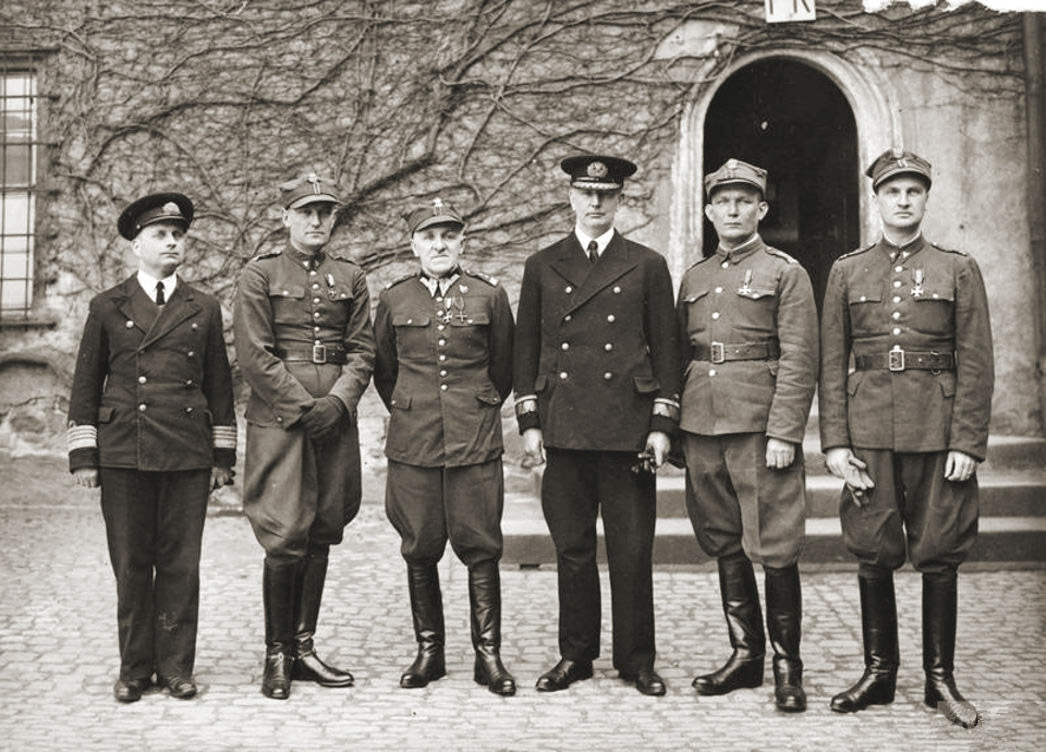
Oficerowie polscy w niewoli niemieckiej. Oflag Colditz. Od prawej: płk Antoni Durski-Trzaska, płk Mieczysław Mozdyniewicz, adm. Józef Unrug, gen. Tadeusz Piskor, płk Władysław Smolarski, kmdr Marian Majewski

Jako urodzony pod Berlinem w spolszczonej rodzinie o niemieckich korzeniach szlacheckich, mówił lepiej po niemiecku niż po polsku, lecz w obozowych kontaktach z Niemcami obcował jedynie w języku polskim, przez tłumacza. Swojej niemieckiej rodzinie, która odwiedziła go w oflagu, i starym kolegom z niemieckiej marynarki (wysłanym aby go przywrócić na niemiecką stronę) powiedział, że 1 września zapomniał, jak się mówi po niemiecku. W obozach przeczytał ponad 400 książek po angielsku i francusku, a żadnej w języku niemieckim. Odmówił przejścia w stopniu admirała na stronę niemiecką i objęcia ważnego stanowiska w Kriegsmarine, dzieląc niewolę ze swoimi marynarzami.

### Ostatnie lata
Po opuszczeniu obozów jenieckich przebywał w Wielkiej Brytanii, gdzie brał udział w likwidacji Polskich Sił Zbrojnych na Zachodzie. Został I zastępcą szefa Kierownictwa Marynarki Wojennej. 2 września 1946 został awansowany na wiceadmirała. Nie powrócił do kraju i przebywał na emigracji w Wielkiej Brytanii do 1948, po czym wyjechał do Maroka, gdzie pracował fizycznie przy kutrach, w magazynie oraz przy ładunkach. Od 1955 mieszkał w Lailly-en-Val koło Beaugency we Francji, pracując jako kierowca ciężarówki, wożący żywność z pobliskiego miasteczka. Zmarł w wieku 88 lat w Domu Spokojnej Starości Polskiego Funduszu Humanitarnego, w Lailly-en-Val. Pochowany został 5 marca 1973 w kaplicy zamku Montrésor nad Loarą.
3 maja 2024 r. odsłonięto jego tablicę w Alei Żeglarstwa Polskiego w Gdyni.

## Ekshumacja i pogrzeb w Polsce

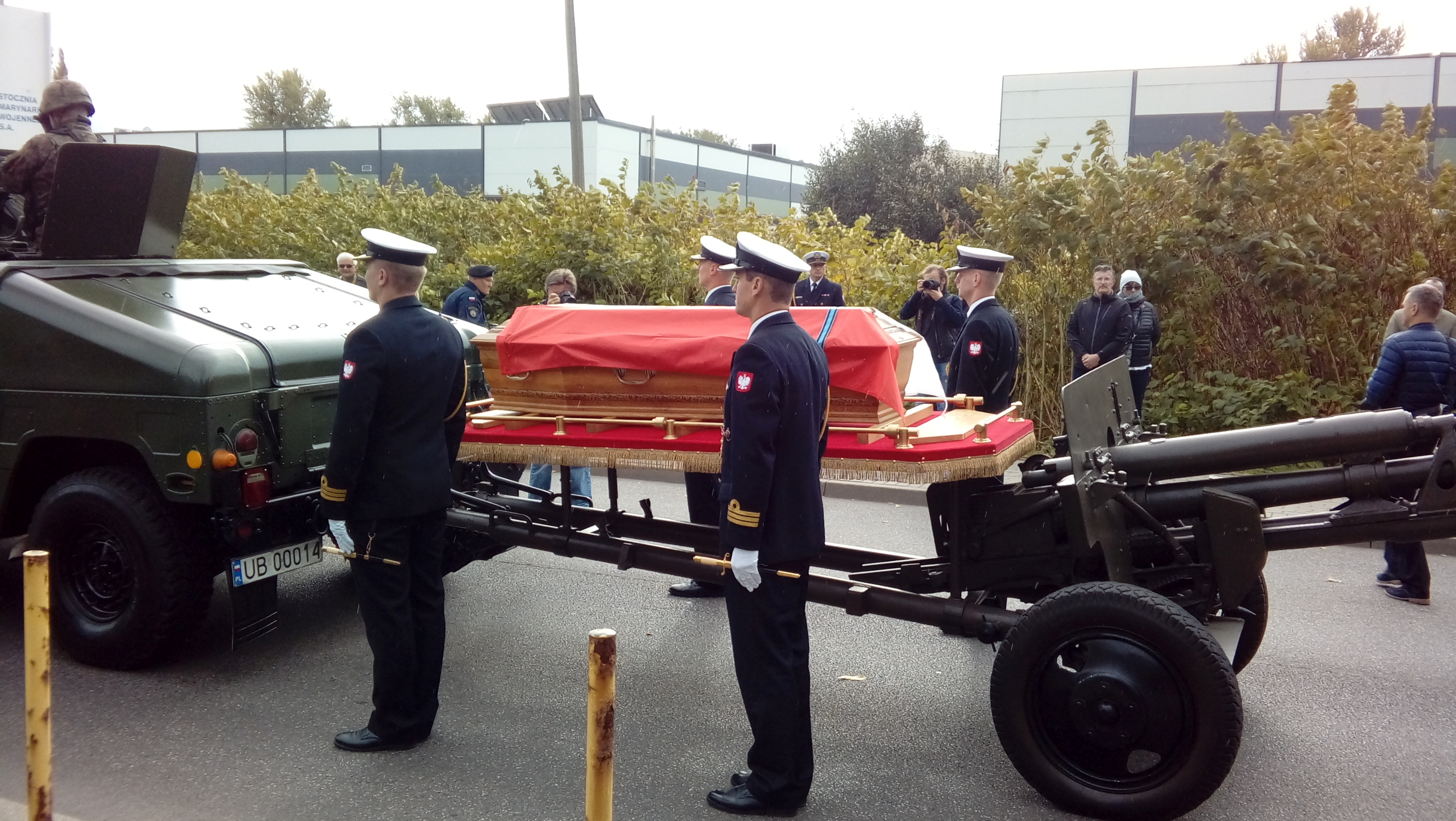
Trumna z ciałem admirała na lawecie, chwilę przed wymarszem konduktu spod kościoła garnizonowego Marynarki Wojennej, 2 października 2018

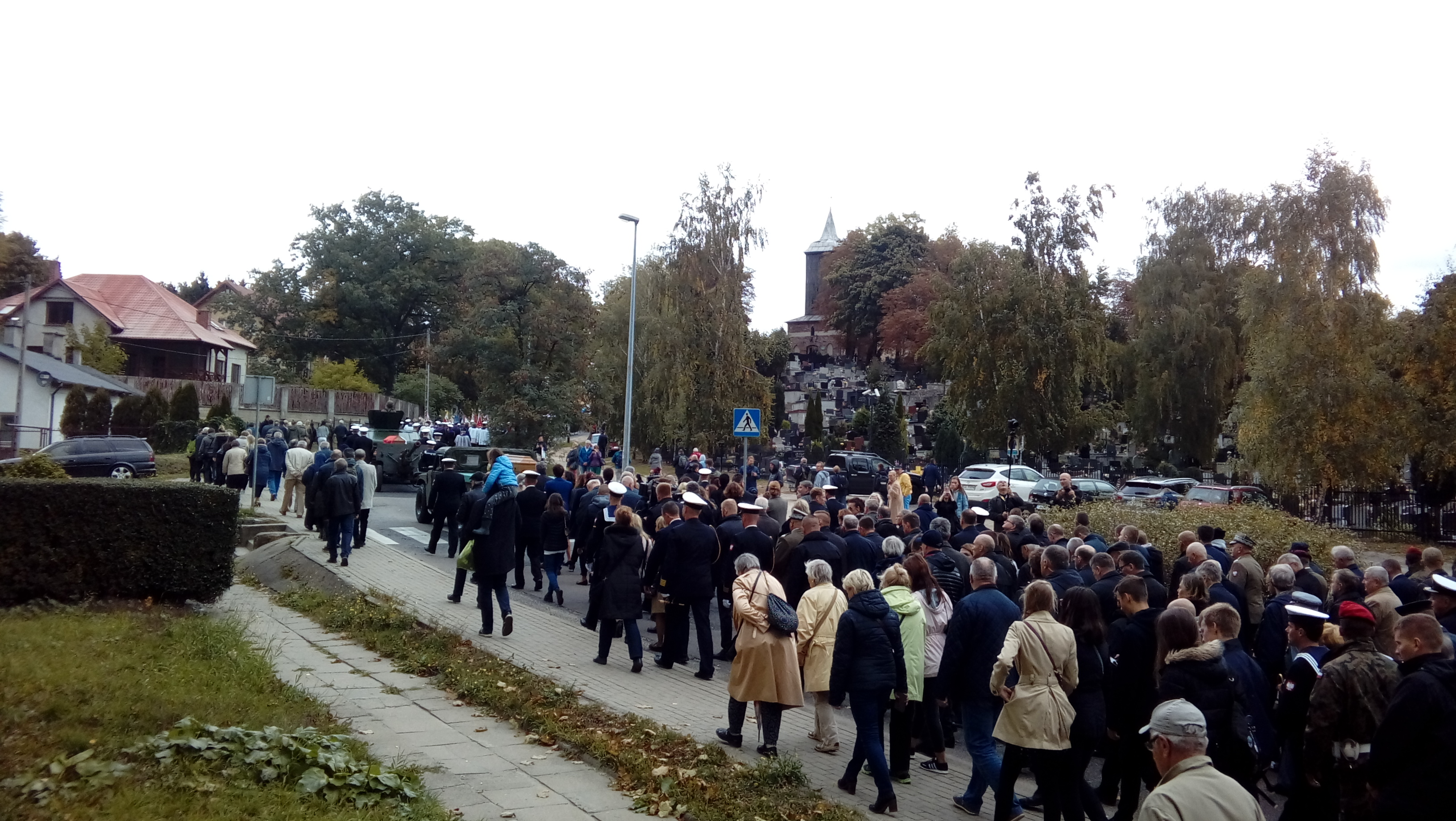
Kondukt koło kościoła św. Michała Archanioła w Gdyni Oksywiu

21 września 2018 prezydent RP Andrzej Duda, na wniosek ministra obrony narodowej, mianował pośmiertnie wiceadmirała Józefa Unruga na stopień admirała floty.
24 września 2018 zwłoki Józefa Unruga i jego żony, Zofii (zm. 1980), zostały ekshumowane w Montrésor i przeniesione do francuskiego portu w Brest, gdzie czekała gwardia honorowa. Po 45 latach admirał miał spocząć na ziemi ojczystej.
W dniach 1–2 października 2018 roku w Gdyni Oksywiu odbyły się uroczystości pogrzebowe Józefa i Zofii Unrugów po sprowadzeniu ich trumien do Polski. Po czuwaniu przy trumnach w kościele garnizonowym Marynarki Wojennej pw. NMP Częstochowskiej, odprawiona została Msza św., a następnie spod kościoła wyruszył kondukt na Cmentarz Marynarki Wojennej w Gdyni. W czasie ceremonii Prezydent wręczył akt mianowania wnukowi Admirała, Christophe’owi Unrugowi, burmistrzowi miasteczka Montrésor.

### Testament Unruga
W swoim testamencie zastrzegł, że sprowadzenie jego szczątków do Polski będzie możliwe tylko, „jeżeli uprzednio lub równocześnie, zostaną podobnie uczczeni i zrehabilitowani także – mający prawo do pamięci Narodu – koledzy, oficerowie Marynarki Wojennej RP, niewinnie straceni lub zmarli w więzieniu”. Wśród nich wymienił m.in. kontradmirałów Stanisława Mieszkowskiego i Jerzego Staniewicza oraz komandora Zbigniewa Przybyszewskiego, zamordowanych przez komunistów w 1952 roku pod pretekstem tzw. spisku komandorów. Godny pochówek ich trzech odbył się 16 grudnia 2017 roku na tym samym cmentarzu. Dopiero 29 czerwca 2018 roku tamże pochowani zostali z honorami, wraz z żonami: kontradm. Adam Mohuczy, kmdr pil. Kazimierz Kraszewski, kmdr Wacław Krzywiec, kmdr Marian Wojcieszek, kmdr por. Robert Kasperski, kpt. mar. Adam Dedio, kpt. mar. Zdzisław Ficek, bosm. Edmund Sterna, st. mar. Jerzy Sulatycki.
Dla przywrócenia dobrego imienia Marynarce Wojennej RP Józef Unrug domagał się także „dokładnego, jasnego i publicznego ustalenia winy oraz ukarania winnych” popełnionych na nich zbrodni.

## Awanse

### Niemcy
- Leutnant zur See (podporucznik marynarki) – 1907
- Oberleutnant zur See (porucznik marynarki) – 1909
- Kapitänleutnant (kapitan marynarki) – 1915

### Polska
- kapitan marynarki – 1919
- komandor podporucznik – 1921
- komandor porucznik – 1923
- komandor – 3 maja 1926 ze starszeństwem z dniem 1 sierpnia 1924[13]
- kontradmirał – 21 grudnia 1932 ze starszeństwem z dniem 1 stycznia 1933
- wiceadmirał – 2 września 1946[14]
- admirał floty – pośmiertnie, 21 września 2018[15].

## Ordery i odznaczenia
- Krzyż Złoty Orderu Wojennego Virtuti Militari nr 105[16]
- Krzyż Komandorski Orderu Odrodzenia Polski (1938)[17]
- Krzyż Oficerski Orderu Odrodzenia Polski (10 listopada 1928)[18][17][19][20]
- Złoty Krzyż Zasługi z Mieczami
- Złoty Krzyż Zasługi (29 kwietnia 1925)[19][21]
- Medal Pamiątkowy za Wojnę 1918–1921 (1928)[17][19]
- Medal Dziesięciolecia Odzyskanej Niepodległości (1928)[19]
- Złota Odznaka Honorowa Ligi Obrony Powietrznej i Przeciwgazowej I stopnia[22]
- Krzyż Wielki Orderu Miecza (Szwecja, 1939)[17]
- Komandor z Gwiazdą Orderu Miecza (Szwecja, 1932)[19][23]
- Komandor z Gwiazdą Orderu Trzech Gwiazd (Łotwa)[19]
- Komandor Orderu Danebroga (Dania, 1931)[17][19][24]
- Komandor Orderu św. Sawy (Jugosławia, 1931)[25]
- Oficer Orderu Legii Honorowej (Francja, 1927)[17][19][26]

- Krzyż Żelazny I klasy (Królestwo Prus, 1918)[17]
- Krzyż Żelazny II klasy (Królestwo Prus, 1915)[17]
- Order Słonia Białego (Syjam, 1927)[19][27]

## Upamiętnienie
W 1976 roku poświęcono tablicę jego pamięci w kościele garnizonowym Marynarki Wojennej w Gdyni. Imię Józefa Unruga nadano Centrum Szkolenia Marynarki Wojennej w Ustce, Szkole Podstawowej nr 17 w Gdyni, Szkole Podstawowej w Laskach Wielkich oraz Ogólnokształcącemu Liceum Programów Indywidualnych w Gdańsku. Nosi je również wiele ulic miast na Wybrzeżu, m.in. w Gdyni, Gdańsku, Władysławowie, Starogardzie Gdańskim oraz we Wrocławiu, w Krakowie, w Dąbrowie Górniczej, Żninie i w Kielcach. W 2006 roku uhonorowano go gwiazdą wmurowaną w Alei Zasłużonych Ludzi Morza w Rewie.